# Ашшур-бел-нішешу
Ашшур-бел-нішешу — правитель м. Ашшур, правив приблизно в 1419–1410 до н. е. Син Ашшур-нірарі II. Ашшур-бел-нішешу відновив зруйновану мітаннійцями стіну «Нового міста» в Ашшурі, побудовану ще при Пузур-Ашшурі III. Він також відновив прикордонний договір з вавилонським царем Караіндашем I, посилаючись на попередній договір того ж Пузур-Ашшура III.
| Попередник      | Цар Асирії         | Наступник        |
| --------------- | ------------------ | ---------------- |
| Ашшур-нірарі II | 1419—1410 до н. е. | Ашшур-рім-нішешу |